# Продромальный период
Продромальный период (греч. πρόδρομος — бегущий впереди, предвестник) — период заболевания, который протекает между инкубационным периодом и болезнью. Симптомы продромального периода дают понять пациенту и его врачу о начале болезни до того, как появятся клинические признаки конкретного заболевания.
В продромальный период могут наблюдаться симптомы как общего характера, такие, как тошнота, слабость, небольшая гипертермия, так и специфические признаки или изменения анализов.
Чаще всего о продромальном периоде говорят в случае инфекционного заболевания, но он может наблюдаться и при таких болезнях, которые не вызываются инфекцией.

## Примеры продромальных симптомов при различных заболеваниях
- Аура при мигрени
- Эйфория, аура, дезориентация, афазия или светочувствительность при эпилепсии
- Сыпь при сифилисе
- Признаки гриппа или мононуклеоза (лихорадка, постоянная усталость, головная боль, диарея) на ранних этапах СПИДа
- Нарастание частоты и тяжести приступов стенокардии в предынфарктном периоде
- Изменения клеточного состава костного мозга в преклиническом периоде лейкоза
- Появление пятен на слизистой оболочке щёк при кори

## Значение продромального периода
Несмотря на то, что, как правило, симптомы в этом периоде не дают возможности поставить точный диагноз, они привлекают внимание к нездоровому состоянию человека и дают повод назначить лабораторные анализы, которые помогают поставить диагноз как можно раньше, что является залогом более успешного лечения.